# Jennifer L. Armentrout
Jennifer Lynn Armentrout assina como Jennifer L. Armentrout (Martinsburg, 11 de junho de 1980) também conhecida pelo pseudônimo de J. Lynn, é uma escritora americana de fantasia, romance contemporâneo,drama, fantasia sombria e ficção científica. Vários de seus trabalhos fizeram parte da lista dos mais vendidos do The New York Times.

## Biografia
Ela se inspirou a se tornar uma escritora depois de ler as obras de L. J. Smith, como as séries de livros Diários do Vampiro, O Círculo Secreto, The Forbidden Games e uma miríade de outras. Com isso ela decidiu que queria deixar o mesmo impacto em seus futuros leitores.
Sua primeira experiência em escrever um romance real foi no colégio, durante as aulas de álgebra. Apesar de seu desejo de ser autora, ela foi para a faculdade e se formou em psicologia.
A maioria de seus trabalhos publicados para jovens/adultos são romances, de fantasia e paranormal, e alguns contemporâneos e ficção científica. Com seu pseudônimo J. Lynn, ela escreve romances de suspense para seus leitores adultos.
Armentrout já foi nº 1 do New York Times e Best Seller do USA Today. Ela publicou livros de forma independente e com editoras, ganhando o título de autora "híbrida".
Em 2020, Armentrout vive com seu marido, seu cachorro Apollo e suas alpacas em uma fazenda na Virgínia Ocidental.
Ela gosta de escrever histórias para ambas as idades para evitar o esgotamento do escritor. Armentrout é altamente prolífica e afirma que escreve oito horas por dia quase todos os dias. Durante o processo criativo, ela gosta de alternar entre digitar e escrever à mão para não sentir o bloqueio do escritor.

## Obras

### Livros escritos como Jennifer L. Armentrout

#### SérieCovenant
- Daimon (novela, prequela do Half-Blood) (2011)
- Half-Blood (2011)
- Pure ( 2012)
- Deity (2012)
- Elixir (novela, prequela do Apollyon) (2012)
- Apollyon (2013)
- Sentinel (2013)

#### SérieTitan(Spin-Off da Covenant)
- The Return (2015)
- The Power  (2016)
- The Struggle  (2017)
- The Prophecy (2018)

#### SérieLux
- Shadows (novela, prequela do Obsidian) (2012)
- Obsidian (2011) Obsidiana (Valentina, 2015)
- Onyx (2012) Ônix (Valentina, 2016)
- Opal (2012) Opala (Valentina, 2017)
- Origin (2013) Originais (Valentina, 2017)
- Opposition (2014) Opostos (Valentina, 2018)
- Oblivion (2015)

#### Arumromance (spin-off daLux)
- Obsession (2013)

#### SérieOrigin(spin-off daLux)
- The Darkest Star (2018) A Estrela Mais Escura (Valentina, 2020)
- The Burning Shadow (2019) A Sombra Flamejante (Valentina, 2022)
- The Brightest Night  (2020)

#### SérieThe Dark Elements
- Bitter Sweet Love (prequela, novela) (2013)
- White Hot Kiss (2014) Mais Quente que Fogo (Inside Books, 2022)
- Stone Cold Touch (2014) Mais Frio Que Gelo (Inside Books, 2023)
- Every Last Breath (2015)

#### SérieThe Harbinger(spin off daDark Elements)
- Storm and Fury (2019)
- Rage and Ruin (2020)
- Grace and Glory (2021)

#### TrilogiaWicked
- Wicked (2014)
- Torn (2016)
- Brave (2017)

- The Prince (A 1001 Dark Nights, Novela) (2018)
- The King (A 1001 Dark Nights, Novela)  (2019)
- The Queen (A 1001 Dark Nights, Novela) (2020)

#### SérieSangue e Cinzas
- From Blood And Ash (2020) De Sangue e Cinzas (Galera, 2021)
- A Kingdom of Flesh and Fire (2020) Um Reino de Carne e Fogo (Galera, 2022)
- The Crown of Gilded Bones (2021) A Coroa de Ossos Dourados (Galera, 2022)
- The War of Two Queens (2022) A Guerra das Duas Rainhas (Galera, 2022)

#### SérieFlesh and Fire(Spin Off da Sangue e Cinzas)
- A Shadow in the Ember (2021)

#### Sériede Vincent
- Moonlight Sins (2018)
- Moonlight Seduction (2018)
- Moonlight Scandals (2019)

#### Livros isolados
- Cursed (2012)
- Unchained (2013)
- Don't Look Back (2014) Não Olhe Para Trás (Farol Literário, 2014)
- The Dead List (2015)
- The Problem with Forever (2016) O Problema do Para Sempre (Galera, 2017)
- Till Death (2017)
- If There's No Tomorrow (2017) Se Não Houver Amanhã (Universo dos Livros, 2018)

#### Antologias
- Meet Cute
- Life Inside My Mind
- Fifty First Times

### Livros escritos com o pseudônimo J. Lynn

#### SérieGamble Brothers
- Tempting the Best Man (2012)
- Tempting the Player (2012)
- Tempting the Bodyguard (2014)

#### SérieWait for You
- Wait for You (2013) Espero por Você (Novo Conceito, 2017)
- Trust in Me (2013)
- Be With Me (2014) Fique Comigo (Novo Conceito, 2017)
- Believe in Me (Conto na Antologia Fifty First Times) (2014)
- The Proposal (Conto) (2014)
- Stay With Me (2014)
- Fall With Me (2015)
- Dream of You (A 1001 Dark Nights, Novela) (2015)
- Forever With You (2015)
- Fire in You (2016)

#### SérieFrigid
- Frigid (2013)
- Scorched (2015)